# Вайтгок (Каліфорнія)
Вайтгок (англ. Whitehawk) — переписна місцевість (CDP) в США, в окрузі Плумас штату Каліфорнія. Населення — 144 особи (2020).

## Географія
Вайтгок розташований за координатами 39°43′14″ пн. ш. 120°33′13″ зх. д. / 39.72056° пн. ш. 120.55361° зх. д. (39.720448, -120.553609).  За даними Бюро перепису населення США в 2010 році переписна місцевість мала площу 6,55 км², уся площа — суходіл.

## Демографія
Згідно з переписом 2010 року, у переписній місцевості мешкало 113 осіб у 59 домогосподарствах у складі 43 родин. Густота населення становила 17 осіб/км².  Було 184 помешкання (28/км²).
Расовий склад населення:
| - 94,7 % — білих - 0,9 % — азіатів |

До двох чи більше рас належало 3,5 %. Частка іспаномовних становила 1,8 % від усіх жителів.
За віковим діапазоном населення розподілялося таким чином: 8,0 % — особи молодші 18 років, 40,7 % — особи у віці 18—64 років, 51,3 % — особи у віці 65 років та старші. Медіана віку мешканця становила 65,3 року. На 100 осіб жіночої статі у переписній місцевості припадало 85,2 чоловіків;  на 100 жінок у віці від 18 років та старших — 89,1 чоловіків також старших 18 років.
Цивільне працевлаштоване населення становило 9 осіб. Основні галузі зайнятості: роздрібна торгівля — 100,0 %.